# Bresmaus
Bresmaus (llamada oficialmente San Bartolomeu de Bresmaus) es una parroquia y un lugar del municipio español de Sarreaus, en la provincia de Orense, Galicia.

## Toponimia
La parroquia también es conocida por el nombre de San Bartolomé de Bresmaus.

## Historia
Hacia mediados del siglo XIX, la parroquia, ya por entonces perteneciente a Sarreaus, tenía contabilizada una población de noventa habitantes. Aparece descrita en el cuarto volumen del Diccionario geográfico-estadístico-histórico de España y sus posesiones de Ultramar de Pascual Madoz con las siguientes palabras:

BRESMAUS (San Bartolome de): felig. en la prov. y dióc. de Orense (6 leg.), part. jud. de Ginzo de Limia (6), ayunt. de Sarreaus (3/4). Es aneja de la felig. de San Juan de Cortegada (V.). pobl. 20 vec., 90 almas.
(Madoz, 1846, p. 438)

## Organización territorial
La parroquia está formada por dos entidades de población:
- A Portela da Quinta
- Bresmaus

## Demografía

### Parroquia
| Gráfica de evolución demográfica de Bresmaus (parroquia) entre 2000 y 2023 |
|                                                                            |
| Datos según el nomenclátor publicado por el INE.                           |

### Lugar
| Gráfica de evolución demográfica de Bresmaus (lugar) entre 2000 y 2023 |
|                                                                        |
| Datos según el nomenclátor publicado por el INE.                       |